# Saisharan
P. Sai Sharan (también conocido como Saisharan o Saicharan) (n. 6 de octubre de 1992), es un cantante de playback y músico indio , él es natural del estado indio de Tamil Nadu. Fue ganador de la tercera temporada en un concurso de canto llamado "Airtel Súper". Saisharan se inició interpretando la música carnática y además ofreció un concierto en vivo a la edad de 8 años en homenaje y devoción a Tyagaraja Aradhana, que fue organizado en Thiruvaiyaru. Durante su competencia en un reality show, ingresó a la final de la primera temporada de "Vijay TV's Airtel Super Singer Junior". Posteriormente pasó a formar parte del equipo de "Tiruchi Thimingalangal", dirigido por el cantante de playback, Srilekha Parthasarathy, en la primera temporada de "Sun TV ' s sangeetha Mahayuddham", con su equipo se coronó en el segundo puesto en la gran final.

## Televisión
| espectáculo             | Fecha original al aire   | Ronda                             | Título de la canción                                                                      | Película                                                                | Idioma    | Director musical                       | Letrista                                          |
| ----------------------- | ------------------------ | --------------------------------- | ----------------------------------------------------------------------------------------- | ----------------------------------------------------------------------- | --------- | -------------------------------------- | ------------------------------------------------- |
| Airtel Super Singer 3   | 4–8 de julio de 2011     | Devotional                        | Isai Thamizh Nee Seidha                                                                   | Thiruvilaiyadal                                                         | Tamil     | K. V. Mahadevan                        | Kannadasan                                        |
| Airtel Super Singer 3   | 15 de septiembre de 2011 | Pre-finals - Divine Songs         | Sangeetha Jaadhi Mullai                                                                   | Kaadhal Oviyam                                                          | Tamil     | Ilaiyaraaja                            | Vairamuthu                                        |
| Airtel Super Singer T20 | 18 de enero de 2013      | Semi Finals - Captain's Challenge | Unnai Kaanaadhu Naan                                                                      | Vishwaroopam                                                            | Tamil     | Shankar-Ehsaan-Loy                     | Kamal Haasan                                      |
| Super Singer T20 (s2)   | 18 de marzo de 2015      | MSV Hits                          | Harmony Medley (excerpts of raga Kiravani; "Ninaipadhellam"; "Mayakkamma" & "Malarndhum") | Traditional Carnatic music Nenjil Or Aalayam; Sumaithaangi; & Pasamalar | Tamil     | Viswanathan-Ramamoorthy                | Kannadasan                                        |
| Super Singer T20 (s2)   | 1 de abril de 2015       | ARR Songs                         | Oru Poiyaavadhu Sol Kanne                                                                 | Jodi                                                                    | Tamil     | A. R. Rahman                           | Vairamuthu                                        |
| Super Singer T20 (s2)   | 9 de abril de 2015       | 1960 to 1980                      | Pattum Naane                                                                              | Thiruvilaiyadal                                                         | Tamil     | K. V. Mahadevan                        | Kannadasan                                        |
| Super Singer T20 (s2)   | 10 de abril de 2015      | 1960 to 1980                      | Harmony Medley (excerpts of "Paruvame Pudhiya Paadal" & "Uravugal Thodarkathai")          | Nenjathai Killathe & Aval Appadithan                                    | Tamil     | Ilaiyaraaja                            | Panchu Arunachalam & Gangai Amaran                |
| Super Singer T20 (s2)   | 28 de abril de 2015      | Post-2001                         | Unakkena Iruppaen                                                                         | Kaadhal                                                                 | Tamil     | Joshua Sridhar                         | Na. Muthukumar                                    |
| Super Singer T20 (s2)   | 28 de abril de 2015      | Post-2001                         | A cappella Harmony                                                                        | various                                                                 | no lyrics | various                                | no lyrics                                         |
| Super Singer T20 (s2)   | 12 de mayo de 2015       | Semifinal 1                       | excerpts of raga Vasantha/Hamsanandi; Vandhanam En & Kandaen Kandaen                      | Traditional Carnatic music; Vazhvey Maayam & Pirivom Santhippom         | Tamil     | Saisharan; Gangai Amaran; & Vidyasagar | Traditional Carnatic music; Vaali; & Yugabharathi |

## Canciones de playback
| Año  | Título de la canción    | Título de la película                | Idioma | Director musical        |
| ---- | ----------------------- | ------------------------------------ | ------ | ----------------------- |
| 2012 | Dang Dang               | Manam Kothi Paravai                  | Tamil  | D. Imman                |
| 2012 | Nanbaa va Nanbaa        | Saattai                              | Tamil  | D. Imman                |
| 2012 | Deepavali               | Godfather                            | Tamil  | A. R. Rahman            |
| 2013 | Ari Unnai               | Vathikuchi                           | Tamil  | M Ghibran               |
| 2013 | Manasukulle Yennai Edho | Gnabagangal Thaalattum               | Tamil  | Mano Murthy & Kamalakar |
| 2014 | Unmanam                 | Gubeer                               | Tamil  | Vishal - Adithya        |
| 2014 | Unnai Kadhalithu        | Nadhigal Nanaivadhillai              | Tamil  | Soundaryan              |
| 2015 | Yei Nanbaa              | Viraivil Isai                        | Tamil  | MS Ram                  |
| 2015 | Paadukunte              | Jilla                                | Telugu | D. Imman                |
| 2015 | Nizhala Nijama          | Vellaiya Irukiravan Poi Solla Maatan | Tamil  | Joshua Sridhar          |
| 2015 | Run                     | Bruce Lee - The Fighter              | Telugu | S. Thaman               |